# Tony Lomo
Tony Lomo (17 de diciembre de 1983) es un deportista salomonense que compitió en judo. Ganó dos medallas en el Campeonato de Oceanía de Judo en los años 2012 y 2017.

## Palmarés internacional
| Campeonato de Oceanía | Campeonato de Oceanía | Campeonato de Oceanía | Campeonato de Oceanía |
| Año                   | Lugar                 | Medalla               | Categoría             |
| --------------------- | --------------------- | --------------------- | --------------------- |
| 2012                  | Cairns (Australia)    | Medalla de bronce     | –60 kg                |
| 2017                  | Nukualofa (Tonga)     | Medalla de plata      | –60 kg                |